# William Cuthbertson
William Cuthbertson, född 21 juli 1902 i Dunfermline, död 24 november 1963 i Dunfermline, var en brittisk boxare.
Cuthbertson blev olympisk bronsmedaljör i flugvikt vid sommarspelen 1920 i Antwerpen.